# (3908) Nyx
(3908) Nyx és un asteroide que forma part dels asteroides Amor i va ser descobert per Hans-Emil Schuster des de l'Observatori de la Silla, Xile, el 6 d'agost de 1980.

## Designació i nom
Nyx va ser designat al principi com 1980 PA. Posteriorment, en 1999, es va nomenar per Nix, una deessa de la mitologia grega.

## Característiques orbitals
Nyx orbita a una distància mitjana del Sol d'1,928 ua, i pot apropar-se fins a 1,044 ua i allunyar-se'n fins a 2,812 ua. Té una excentricitat de 0,4587 i una inclinació orbital de 2,182 graus. Triga 977,5 dies a completar una òrbita al voltant del Sol.
Nyx és un asteroide proper a la Terra.

## Característiques físiques
La magnitud absoluta de Nyx és 17,3. Té un període de rotació de 4,426 hores i un diàmetre de 1 km. Té una albedo estimada de 0,23. Nyx està classificat en el tipus espectral Vstá assignat al tipus espectral V de la classificació SMASSII i al V de la Tholen.